# Дальневосточная распределительная сетевая компания
АО «Дальневосточная распределительная сетевая компания» (АО «ДРСК») — электросетевая компания, осуществляющая передачу и транспортировку электрической энергии по распределительным сетям на территории Амурской области, Хабаровского края, Еврейской автономной области, Приморского края, юга Якутии). Входит в состав группы «РусГидро». Головной офис компании расположен в г. Благовещенске Амурской области.

## История
ОАО «Дальневосточная распределительная сетевая компания» зарегистрировано 22 декабря 2005 года. В ОАО «ДРСК» вошли распределительные энергосетевые активы ОАО «Амурэнерго», ОАО «Дальэнерго», ОАО «Хабаровскэнерго», ОАО «Южно-Якутские Электрические Сети». С 2011 года входит в группу «РусГидро»

## Собственники и руководство
Единственным акционером компании является ПАО «Дальневосточная энергетическая компания» (входит в группу РусГидро). Генеральный директор — Бакай Александр Васильевич.

## Деятельность
АО «ДРСК» осуществляет свою деятельность на территории Амурской области, Приморского края, Хабаровского края, Еврейской автономной области, а также юга Якутии. Общая площадь указанных регионов составляет 1 604,3 тыс. км², численность населения — свыше 5,2 млн человек. Компания эксплуатирует 63 228 км линий электропередачи напряжением 0,4 — 110 кВ, 13 428 трансформаторных подстанций общей мощностью 16 667 МВА
В состав компании входят 5 филиалов:
- Амурские электрические сети
- Приморские электрические сети
- Хабаровские электрические сети
- Электрические сети Еврейской автономной области
- Южно-Якутские электрические сети